# Sub-terrania
Sub-Terrania — скроллерный мультинаправленный шутер, выпущенный компанией Zyrinx в 1993 году и изданный Scavenger, Inc.. Игра была представлена в Европе для приставки Sega Mega Drive и в Северной Америке для Sega Genesis.

## Сюжет
Неизвестная раса пришельцев атаковала подземную колонию. На боевом экспериментальном корабле пилот-одиночка борется с инопланетными созданиями и спасает шахтёров из ловушек.

## Игровой процесс
В игре использована среда side-scrolling. Управление основано на классической компьютерной игре Thrust, с игроком вращающим корабль кнопкой «крестиком» и толкая вперед, нажав на кнопку «B». Корабль все время, тащит вниз гравитация.
Чтобы пройти все 10 уровней игры, игрок должен выполнить различные миссии, о которых рассказывается в рапорте, перед началом каждого уровня (за исключением последних трёх уровней). Большая часть миссий включает спасение заключённых, и попутное собирание модулей (для того, чтобы корабль мог перемещаться под водой), и победить чужеродных боссов.
Ваш корабль имеет ограниченный топливный бак, который должен быть постоянно заряжен, собирайте канистры с топливом, которые разбросаны по уровням.
Существуют и другие элементы, которые упрощают прохождение, чтобы тратить меньше топлива, добывайте рельсы расположенные на многих уровнях, по которым вы можете свободно скользить на вашем корабле, выключив подачу топлива.
Есть ракетные контейнеры и щит, наряду с «Мега» атакой, которая выпускается при накоплении энергии, в начале каждого залпа и медленно перезаряжается.